# Choloy-Ménillot
Choloy-Ménillot là một xã của tỉnh Meurthe-et-Moselle, thuộc vùng Grand Est, đông bắc nước Pháp. Xã này nằm ở khu vực có độ cao trung bình 249 mét trên mực nước biển.
Thị trấn Choloy-Ménillot có cự ly 28 km về phía tây Nancy và 5 km về phía tây Toul.